# Cléophas-Reimbold Dautrevaux
Cléophas-Reimbold Dautrevaux (1805-1874) est un écrivain, auteur dramatique et journaliste français.

## Biographie
Cléophas-Reimbold Dautrevaux, qui signe également Cléo Dautrevaux, est né à Péronne en 1805.
Il a été rédacteur en chef du Journal du peuple du nord de la France à Lille.
Il meurt à Guerbigny en 1874.

## Œuvres
- Raphael de Malfilâtre ou, les Juifs et les Pastoureaux, drame en trois actes de Charles-Guillaume Étienne et Cléophas Reimbold Dautrevaux, Paris, Didot, 1837 [lire en ligne]
- Catherine de Thouars ou le Page et la sorcière, drame en 4 actes par Dautrevaux & Émile Durand de Valley, 13 juillet 1838
- Cyprien le vendu, comédie-vaudeville en un acte par MM. Dautrevaux et Eugène Pierron, Paris, Théâtre du Panthéon, 30 mai 1840 [lire en ligne]
- Le Château du diable, drame-féérie-fantastique en 4 actes et 11 tableaux par MM. Vallier et Dautrevaux, octobre 1840
- Le Roi d'Yvetot, par Eugène Vanel et Dautrevaux, théâtre Saint-Marcel, 31 janvier 1841
- La Peste de Jaffa, ou les Français en Égypte, drame en 3 actes, Théâtre du Temple, 22 février 1841
- L'Arrêt de mort, drame en trois actes, mars 1841
- Les Révoltés de Péronne, Péronne J. Quentin, 1846
- Le Lion du Santerre, Péronne J. Quentin, 1847
- Toussaint le Péronnais, Péronne J. Quentin, 1848
- Chroniques et traditions populaires dramatiques et surnaturelles de la Picardie, Péronne J. Quentin, 1849
- Les Confessions du dernier septembriseur, Wazemmes, Horemans, 1853
- Philippe de Flandre et Siméon le Pastoureau, Wazemmes, Horemans, 1854
- Bonnets rouges et masques noirs. Correspondance et histoire de deux émigrés, Wazemmes, Horemans, 1856
- La Flandre sous Jeanne et Marguerite de Constantinople, Wazemmes, Horemans, 1856 lire en ligne sur Gallica
- Les Chauffeurs de la Somme, Douai, Crêpin, 1863
- Chroniques populaires, surnaturelles, dramatiques et religieuses de la Flandre, Douai, Crêpin, 1865
- Les Patriotes douaisiens, Douai, Crêpin, 1865
- Le crime impuni, Lille, Petit, 1869
- Les Veillées Montdidériennes. Petites histoires et Chroniques picardes, Montdidier, Mérot, 1869
- La Fermière d'Esquermes et les brigands du Nord, récits épisodiques d'événements dramatiques et militaires arrivés de 1784 à 1815, sur les frontières de France et de Hollande, Lille, J. Petit, 1873 lire en ligne sur Gallica